# يوسف نبيل (مترجم)
يوسف نبيل (1987م، الفيوم) مترجم وكاتب مصري، ترجم العديد من الأعمال الأدبية عن اللغة الروسية، ومن أبرز ترجماته: «اليوميات» للكاتب ليف تولستوي.

## التعليم
- تخرج من قسم اللغة الروسية - الإنجليزية فِي كليةِ الأَلسُنِ بِجامِعةِ عين شمس عامَ 2008م.[4]

## الترجمات
| الكتاب                                      | المؤلف             | التاريخ | المصدر          |
| ------------------------------------------- | ------------------ | ------- | --------------- |
| قاموس فولتير الفلسفي                        | فولتير             | 2018    |                 |
| طريق الحياة: رسائل في الروح والموت والحياة  | ليف تولستوي        | 2018    | [ 5 ]           |
| الحرس الأبيض (رواية)                        | ميخائيل بولغاكوف   | 2018    | [ 6 ]           |
| في الدين والعقل والفلسفة                    | ليف تولستوي        | 2018    |                 |
| سلاح الفرسان                                | إسحاق بابل         | 2019    |                 |
| في العلم والأخلاق والسياسة                  | ليف تولستوي        | 2019    | [ 7 ]           |
| يوميات تولستوي                              | ليف تولستوي        | 2019    | صدر في 7 مجلدات |
| حياتي: حكاية رجل من الريف                   | أنطون تشيخوف       | 2020    |                 |
| جريمة في حفلة صيد (رواية)                   | أنطون تشيخوف       | 2021    |                 |
| السيدة مكبث من مقاطعة متسينسك وقصص أخرى     | نيقولاي ليسكوف     | 2022    | [ 9 ]           |
| صوفيا بتروفنا (رواية)                       | يديا تشوكوفسكايا   | 2022    |                 |
| أنطون البائس                                | ديمتري جريجوروفيتش | 2022    | [ 10 ]          |
| من المذنب (رواية)                           | ألكسندر جيرتسن     | 2022    |                 |
| رجال الرب: حكاية مدينة ستارجورود (رواية)    | نيقولاي ليسكوف     | 2023    | [ 11 ]          |
| الخزي: أنشودة رعوية معاصرة                  | سالتيكوف شيدرين    | 2023    | [ 12 ]          |
| على حافة العالم (رواية)                     | نيقولاي ليسكوف     | 2023    | [ 13 ]          |
| عنبر السرطان (رواية)                        | ألكسندر سولجنيتسين | 2024    | [ 14 ]          |
| هذا ما حدث: حكاية رجل غريب (رواية)          | إيفان شميليوف      | 2024    |                 |
| طيور سمائية وسط صحبة سيئة (روايتان قصيرتان) | فلاديمير كورولينكو | 2024    |                 |

## المؤلفات
| الكتاب                  | التاريخ | المصدر                 |
| ----------------------- | ------- | ---------------------- |
| موسم الذوبان (رواية)    | 2012    | [ 4 ]                  |
| مياه الروح (رواية)      | 2012    |                        |
| العالم على جسدي (رواية) | 2014    | بالاشتراك مع زينب محمد |
| اللقاء الأخير (رواية)   | 2019    | [ 16 ]                 |
| العزبة (رواية)          | 2021    | [ 17 ]                 |

## الجوائز
- جائرة إحسان عبد القدوس عن روايته موسم الذوبان عام 2012م.
- جائزة المجلس الأعلى للثقافة فرع اللغة الروسية عن ترجمة "معنى الحب" لفلاديمير سولوفيوف.[18]
- المركز الثاني من جائزة ساويرس للثقافة لعام 2022م عن روايته اللقاء الأخير.[19]